# Hotel 13
Hotel 13 är en tysk-belgisk TV-serie från 2012 som är producerad av Studio 100 och Nickelodeon. Serien är skapad av samma regissör som skapade Nickelodeon-serien Huset Anubis. Den spelades in i Tyskland och har sedan dubbats till flera olika språk, bland annat nederländska, polska, ryska och svenska.

## Handling

### Säsong 1
Berättelsen handlar om åtta personer Tom, Anna, Liv, Victoria, Flo, Ruth, Lenny och Jack, som har ett sommarjobb på Hotel 13. När Tom var ung fick han ett meddelande att han måste åka till Hotel 13 för att hitta rum 13. Anna och Liv hjälper honom med detta. De fann ett hemligt rum med en tidsmaskin. Men om de försöker ändra något i det förflutna, kan framtiden komma att ändras. Och de tre vännerna upptäcker att flera i deras närvaro vill åt tidsmaskinen och ha den för sin egen vinning..

### Filmen
Tom upptäcker att en person helt plötsligt försvann från världen helt spårlöst och ingen vet vem längre vem den här personen är. Samtidigt knackar en person från 50-talet på hans dörr och hon ser exakt ut som Anna!

### Säsong 2
Tom, Anna och Liv kommer tillbaka till Hotel 13 efter ett år och där upptäcker dom att både Herr Leopold och tidsmaskinen har försvunnit spårlöst. Samtidigt dyker det upp olika folk från det förflutna som neandertalare och pirater!

## Rollista (i urval)
- Patrick Baehr – Tom Kepler (säsong 1-2)
- Carola Schnell – Anna Jung (säsong 1-2)
- Jörg Moukaddam – Lenny Bode (säsong 1-2)
- Ilka Teichmüller – Ruth Melle (säsong 1-2)
- Hanna Scholz – Victoria von Lippstein (säsong 1-2)
- Julia Schäfle – Liv Sonntag #1 (säsong 1)
- Sarah Thoning – Liv Sonntag #2 (säsong 2)
- Jan-Hendrik Kiefer – Noah (säsong 2)
- Gerrit Klein – Jack Leopold #1 (säsong 1)
- Lion Wasczyk – Jack Leopold #2 (säsong 2)
- Jamie Watson – Zoe säsong 2
- Marcel Glauche – Florian "Flo“ Tuba säsong 1-2)
- Peter Nottmeier – Richard Leopold (1) även som Robert Leopold (1)